# 五剣山博之
五剣山 博之（ごけんざん ひろゆき、1973年7月12日 - ）は、香川県高松市出身で貴乃花部屋（最終所属、入門時は藤島部屋、後に二子山部屋）所属の元大相撲力士。本名は五藤 博之（ごとう ひろゆき）。得意手は右四つ、寄り。身長194cm、体重195kg。最高位は東十両6枚目（2003年3月場所）。

## 来歴
中学卒業後に藤島部屋に入門し、1989年3月場所初土俵。1991年5月場所には17歳の若さで幕下に昇進、194cmの長身で豪快な右四つ相撲で早くから期待されていた。幕下上位でやや苦労したが1994年11月場所には、西幕下23枚目で幕下優勝を果たした。その勢いで1995年1月場所も勝ち越し、1995年3月場所には十両に昇進した。
しかし、相次ぐ腰や膝の怪我に悩まされ幕下に低迷。一時は三段目まで陥落したが、徐々に番付を戻し2002年11月場所には実に4年振りに十両に返り咲き、2003年3月場所は自己最高位の東十両6枚目まで番付を上げ、優勝を争うまで体調が回復したが、再び腰を痛め2004年1月場所を最後に幕下に陥落した。
それ以降は体調が依然として思わしくない状態が続き、十両復帰を目指して懸命の土俵を続けつつ、同時に貴乃花部屋の古参として苦闘が続く貴乃花部屋を支えていた。しかし2006年11月場所13日目の11月24日に引退を表明、これにより貴乃花部屋の関取経験力士が0になった。また、香川県出身の力士も一時不在となった。
二子山部屋は若貴兄弟、貴ノ浪、安芸乃島、貴闘力といった数多くの名力士を生み出してきた反面、200kgを超える豊ノ海が三役に上がれず、190kgを超える五剣山が十両止まりで終わるなど、パワー相撲をとる巨漢力士が大成しないといった一面があった。
引退後、2007年12月に香川県のビルメンテナンス業、西日本ビル管理が立ち上げた相撲部（県内初の実業団相撲部）のコーチに就任したが同相撲部は大会への出場はなく、西日本ビル管理も2009年1月に民事再生法を申請した。その後も地域のイベントなどに出演し、相撲の普及に努めている。

## エピソード
- 血液型はB型、趣味は音楽鑑賞、愛称は本名の「ゴトウ」。四股名は四国八十八箇所霊場の第八十五霊場八栗寺のある地元五剣山に由来する。
- 横綱・貴乃花の付き人を貴花田時代から務め、有能な付き人頭として名を知られていた。新十両に昇進した場所も指示を聞きに来る貴乃花の付き人たちに指示を出し、付き人頭として機能していたという逸話も聞かれる。この逸話はNHKのテレビ放送で紹介され、解説者は「新十両は勝ち越すまで関取じゃないと言いますからね」とコメントしている。ちなみにその場所では8勝7敗で勝ち越しを決めている。
- 現在の貴乃花部屋へ改称する前の二子山部屋時代に、最後に関取昇進を果たした力士である。
- テレビの大相撲放送で花道の奥に控える貴乃花と一緒に映ることもしばしばあり、熊を思わせる力士らしい容姿であることも手伝ってか、名前だけでなく顔も広く知られていた。
- 現役時代は同部屋の中渕と一二を争うほどの強面力士として知られた。中渕は2004年に死去。
- 五藤を名乗っていた幕下時代、他の部屋の下位力士に容貌がよく似た者がおり、彼が五藤と間違えられ困惑した逸話が相撲雑誌に掲載されたことがある。

## 主な成績
- 通算成績：420勝397敗12休 勝率.514
- 十両成績：64勝86敗 勝率.427
- 現役在位：108場所
- 十両在位：10場所
- 各段優勝
  - 幕下優勝：1回（1994年11月場所）

### 場所別成績
| | 一月場所 初場所（東京） | 三月場所 春場所（大阪） | 五月場所 夏場所（東京） | 七月場所 名古屋場所（愛知） | 九月場所 秋場所（東京） | 十一月場所 九州場所（福岡） |
| --- | ----------------------- | ----------------------- | ----------------------- | --------------------------- | ----------------------- | --------------------------- |
| 1989年 （平成元年） | x                       | （前相撲）              | 東序ノ口13枚目 5–2      | 西序二段113枚目 4–3         | 東序二段85枚目 4–3      | 西序二段52枚目 4–3          |
| 1990年 （平成2年） | 東序二段26枚目 3–4      | 西序二段51枚目 5–2      | 東序二段8枚目 5–2       | 西三段目73枚目 5–2          | 東三段目42枚目 4–3      | 東三段目23枚目 3–4          |
| 1991年 （平成3年） | 東三段目39枚目 4–3      | 東三段目24枚目 5–2      | 西幕下59枚目 5–2        | 東幕下36枚目 5–2            | 西幕下22枚目 3–4        | 西幕下26枚目 4–3            |
| 1992年 （平成4年） | 東幕下20枚目 5–2        | 西幕下8枚目 2–5         | 西幕下23枚目 3–4        | 東幕下30枚目 2–5            | 西幕下49枚目 5–2        | 東幕下30枚目 4–3            |
| 1993年 （平成5年） | 西幕下24枚目 2–5        | 西幕下38枚目 4–3        | 西幕下26枚目 5–2        | 西幕下13枚目 4–3            | 西幕下7枚目 3–4         | 東幕下11枚目 3–4            |
| 1994年 （平成6年） | 東幕下16枚目 2–5        | 西幕下30枚目 3–4        | 東幕下39枚目 6–1        | 東幕下18枚目 3–4            | 西幕下28枚目 4–3        | 西幕下23枚目 優勝 7–0       |
| 1995年 （平成7年） | 西幕下筆頭 5–2          | 東十両12枚目 8–7        | 東十両10枚目 8–7        | 東十両8枚目 7–8             | 東十両11枚目 5–10       | 東幕下2枚目 4–3             |
| 1996年 （平成8年） | 東十両13枚目 5–10       | 西幕下5枚目 4–3         | 東幕下3枚目 3–4         | 東幕下7枚目 2–5             | 西幕下23枚目 6–1        | 東幕下8枚目 5–2             |
| 1997年 （平成9年） | 西幕下2枚目 2–5         | 東幕下14枚目 3–4        | 東幕下23枚目 4–3        | 東幕下17枚目 3–4            | 東幕下26枚目 6–1        | 西幕下10枚目 5–2            |
| 1998年 （平成10年） | 西幕下4枚目 4–3         | 西幕下2枚目 4–3         | 西幕下筆頭 4–3          | 東幕下筆頭 4–3              | 西十両13枚目 6–9        | 西幕下3枚目 0–2–5           |
| 1999年 （平成11年） | 西幕下38枚目 休場 0–0–7 | 西幕下38枚目 3–4        | 西幕下50枚目 5–2        | 東幕下32枚目 2–5            | 東幕下43枚目 2–5        | 東三段目5枚目 5–2           |
| 2000年 （平成12年） | 西幕下44枚目 4–3        | 東幕下36枚目 4–3        | 東幕下31枚目 3–4        | 西幕下37枚目 5–2            | 東幕下25枚目 5–2        | 東幕下12枚目 3–4            |
| 2001年 （平成13年） | 西幕下19枚目 3–4        | 西幕下28枚目 3–4        | 西幕下36枚目 5–2        | 東幕下21枚目 4–3            | 東幕下15枚目 3–4        | 東幕下23枚目 4–3            |
| 2002年 （平成14年） | 東幕下17枚目 6–1        | 西幕下6枚目 4–3         | 東幕下4枚目 3–4         | 西幕下7枚目 4–3             | 東幕下4枚目 4–3         | 西十両12枚目 7–8            |
| 2003年 （平成15年） | 西十両13枚目 10–5       | 東十両6枚目 4–11        | 西十両12枚目 4–11       | 西幕下5枚目 3–4             | 東幕下11枚目 5–2        | 西幕下3枚目 4–3             |
| 2004年 （平成16年） | 東十両10枚目 4–11       | 西幕下2枚目 3–4         | 西幕下8枚目 3–4         | 西幕下11枚目 3–4            | 西幕下17枚目 4–3        | 西幕下13枚目 4–3            |
| 2005年 （平成17年） | 西幕下8枚目 3–4         | 西幕下14枚目 4–3        | 西幕下10枚目 1–6        | 東幕下33枚目 2–5            | 東幕下51枚目 3–4        | 東三段目筆頭 4–3            |
| 2006年 （平成18年） | 西幕下52枚目 4–3        | 西幕下42枚目 3–4        | 西幕下53枚目 3–4        | 西三段目7枚目 4–3           | 西幕下56枚目 3–4        | 東三段目10枚目 引退 2–5–0   |
| 各欄の数字は、「勝ち-負け-休場」を示す。 優勝 引退 休場 十両 幕下 三賞：敢=敢闘賞、殊=殊勲賞、技=技能賞 その他：★=金星 番付階級：幕内 - 十両 - 幕下 - 三段目 - 序二段 - 序ノ口 幕内序列：横綱 - 大関 - 関脇 - 小結 - 前頭（「#数字」は各位内の序列） |                         |                         |                         |                             |                         |                             |

## 改名歴
- 五藤 博之（ごとう ひろゆき）1989年3月場所-1995年1月場所
- 五剣山 博之（ごけんざん－）1995年3月場所-2006年11月場所